# Chicago (pel·lícula)
Chicago és una pel·lícula germano-estatunidenca dirigida per Rob Marshall i estrenada el 2002. És una adaptació del musical homònim de Bob Fosse, John Kander i Fred Ebb. Va guanyar sis Oscars. Aquesta pel·lícula ha estat subtitulada al català.

## Argument
Chicago, anys 20; dues criminals, Roxie Hart (Renée Zellweger) (que ha mort el seu amant) i Velma Kelly (Catherine Zeta-Jones) (que ha matat el seu marit i la seva germana) estan disposades a tot, una per evitar la pena capital (Velma), l'altra per evitar la pena capital i... esdevenir famosa (Roxie). Ajudades per l'advocat Billy Flinn (Richard Gere), les dues assassines volen enllaçar tot de cops baixos per aconseguir els seus objectius. Chicago mostra la naturalesa superficial i efímera de la de fama, i les protagonistes descobriran que la popularitat és passatgera.

## Repartiment
| - Renée Zellweger: Roxie Hart - Catherine Zeta-Jones: Velma Kelly - Richard Gere: Billy Flynn - Queen Latifah: Matron 'Mama' Morton - John C. Reilly: Amos Hart - Lucy Liu: Kitty Baxter - Taye Diggs: Band Leader - Colm Feore: Harrison - Christine Baranski: Mary Sunshine - Dominic West: Fred Casely - Mya Harrison: Mona - Ecatherina Chtchelkanova: Hunyak |

## Banda sonora
La banda sonora de la pel·lícula va estar nominada el 2002 a l'Oscar a la millor cançó original per "I Move On", i el 2004 va guanyar el Premi Grammy a la millor recopilació per a banda sonora. Va arribar a la primera posició al Billboard Top Soundtracks, i al número dos al Billboard 200.
Tots els temes van ser compostos per John Kander i Fred Ebb, a excepció dels que s'especifiquen:
1. "Overture/And All that Jazz", interpretat per Catherine Zeta-Jones - 6:04
2. "Funny Honey", interpretat per Renée Zellweger - 3:39
3. "When You're Good to Mama", interpretat per Queen Latifah - 3:19
4. "Cell Block Tango", interpretat per Zeta-Jones, Susan Misner, Denise Faye, Deidre Goodwin, Ekaterina Chtchelkanova i Mýa Harrison - 7:22
5. "All I Care About", interpretat per Richard Gere - 3:48
6. "We Both Reached for the Gun", interpretat per Gere i Christine Baranski - 3:59
7. "Roxie", interpretat per Zellweger - 3:22
8. "I Can't Do It Alone", interpretat per Zeta-Jones - 3:51
9. "Mister Cellophane", interpretat per John C. Reilly - 3:57
10. "Razzle Dazzle", interpretat per Gere - 3:47
11. "Class", interpretat per Zeta-Jones i Latifah - 2:54
12. "Nowadays", interpretat per Zellweger - 2:14
13. "Nowadays/Hot Honey Rag", interpretat per Zellweger i Zeta-Jones - 3:28
14. "I Move On", interpretat per Zellweger i Zeta-Jones - 4:00
15. "After Midnight" (escrita per Danny Elfman), instrumental - 3:24
16. "Roxie's Suite" (escrita per Danny Elfman), instrumental - 3:58
17. "Cell Block Tango/He Had It Comin'", interpretat per Queen Latifah, Lil' Kim i Macy Gray - 3:40
18. "Love Is a Crime" (escrita per Greg Lawson, Denise Rich, Damon Sharpe i Ric Wake), interpretat per Anastacia - 3:21

## Premis i nominacions

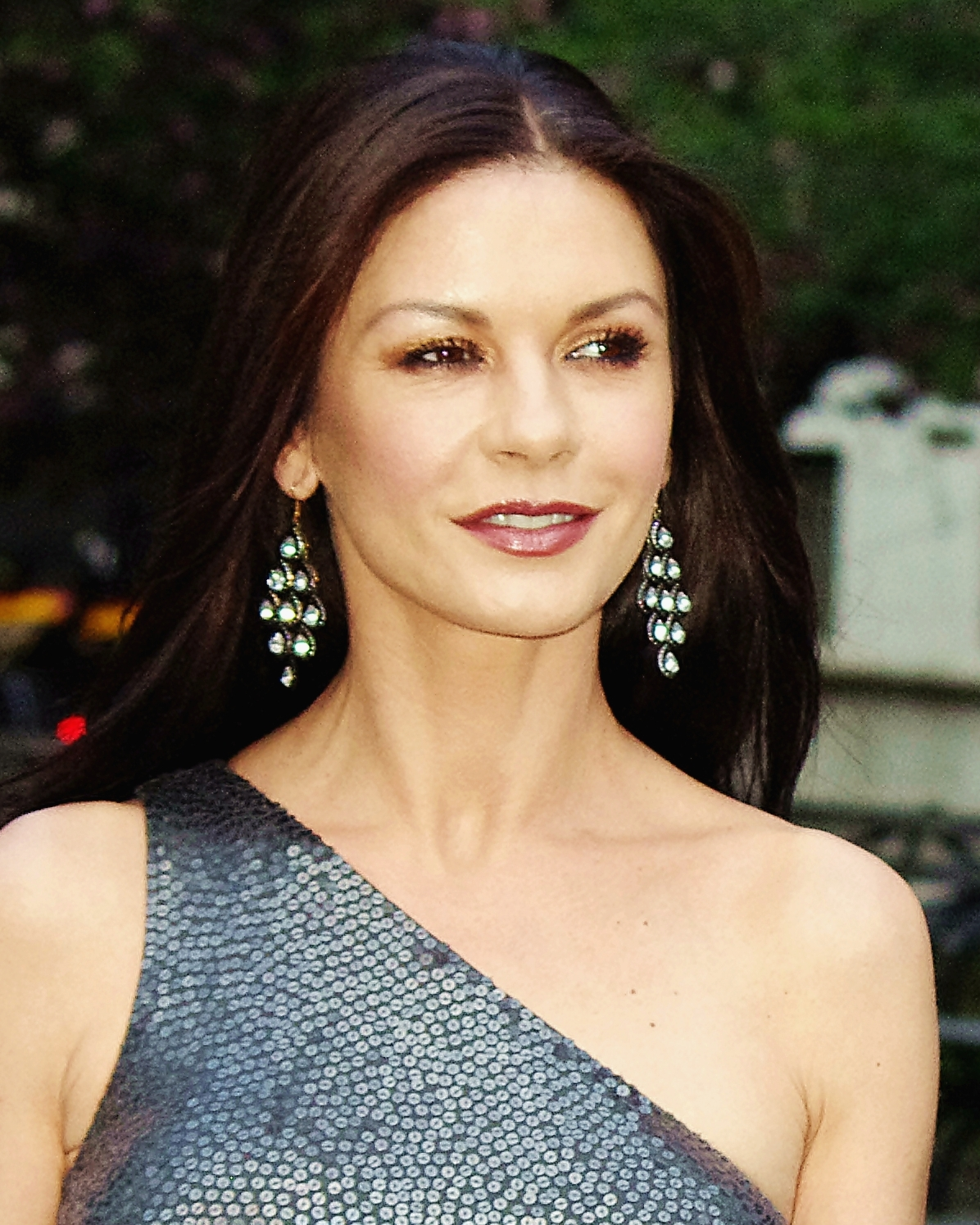
Catherine Zeta-Jones.

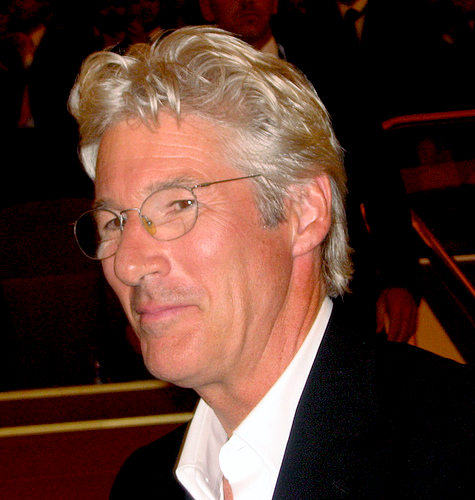
Richard Gere.

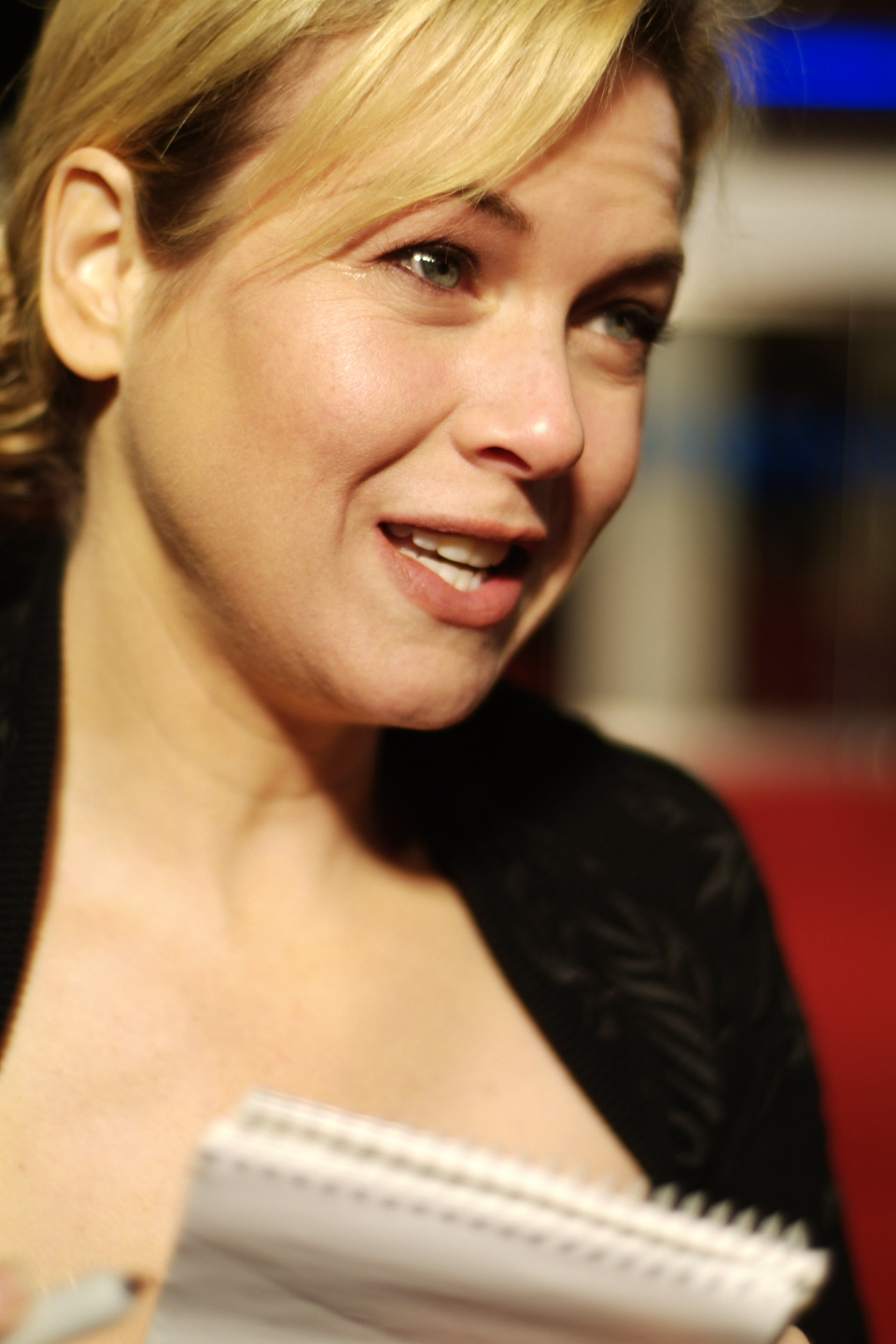
Renée Zellweger.

La pel·lícula va gaudir de gran èxit de la crítica i va aconseguir diversos premis, d'entre els quals en destaquen els següents:

### Premis
- Oscar a la millor pel·lícula
- Oscar a la millor actriu secundària per Catherine Zeta-Jones
- Oscar al millor so per Michael Minkler, Dominick Tavella i David Lee
- Oscar al millor muntatge per Martin Walsh
- Oscar a la millor direcció artística per John Myhre
- Oscar al millor vestuari per Colleen Atwood
- Globus d'Or a la millor pel·lícula musical o còmica
- Globus d'Or a la millor actriu musical o còmica per Renée Zellweger
- Globus d'Or al millor actor musical o còmic per Richard Gere.
- BAFTA a la millor actriu secundària per Catherine Zeta-Jones
- BAFTA al millor so per Michael Minkler, Dominick Tavella, David Lee i Maurice Schell
- Premi Grammy a la millor recopilació per a banda sonora

### Nominacions
- Oscar al millor director per Rob Marshall
- Oscar a la millor actriu per Renée Zellweger
- Oscar al millor actor secundari per John C. Reilly
- Oscar a la millor actriu secundària per Queen Latifah
- Oscar a la millor fotografia per Dion Beebe
- Oscar a la millor cançó original per "I Move On" de John Kander i Fred Ebb
- Oscar al millor guió adaptat per Bill Condon
- Globus d'Or al millor director per Rob Marshall
- Globus d'Or a la millor actriu musical o còmica per Catherine Zeta-Jones
- Globus d'Or al millor actor secundari per John C. Reilly
- Globus d'Or a la millor actriu secundària per Queen Latifah
- Globus d'Or al millor guió per Bill Condon
- BAFTA a la millor música per Danny Elfman, John Kander i Fred Ebb
- BAFTA a la millor direcció per Rob Marshall
- BAFTA a la millor fotografia per Dion Beebe
- BAFTA al millor vestuari per Colleen Atwood
- BAFTA al millor muntatge per Martin Walsh
- BAFTA a la millor pel·lícula per Martin Richards
- BAFTA al millor maquillatge i perruqueria per Jordan Samuel, Judi Cooper-Sealy
- BAFTA a la millor actriu per Renée Zellweger
- BAFTA a la millor actriu secundària per Queen Latifah
- BAFTA al millor disseny de producció per John Myhre